# Carlia dogare
Carlia dogare là một loài thằn lằn trong họ Scincidae. Loài này được Covacevich & Ingram mô tả khoa học đầu tiên năm 1975.